# Pirot
Pirot (cyr. Пирот) – miasto w południowo-wschodniej Serbii, stolica okręgu pirockiego i siedziba miasta Pirot. W 2011 roku liczyło 38 785 mieszkańców.

## Położenie
Pirot leży w północnej części rozległej kotliny, zwanej Pirotsko Polje, nad rzeką Niszawą. Od strony północno-wschodniej wznoszą się nad miastem stoki wschodnich krańców Starej Płaniny, zaś od strony północno-zachodniej skalisty, nagi, różowo-szary masyw góry Belava (946 m n.p.m.).
W mieście znajduje się węzeł drogowy, a główną drogą jest autostrada A4 biegnąca z Niszu do Dimitrovgradu i granicy z Bułgarią.
Dane klimatyczne: 
- Średnia maksymalna temperatura: 18,42 st. C
- Średnia minimalna temperatura: 5,95 st. C
- Roczne opady: 504,27 mm

## Historia
Obszar wokół dzisiejszego Pirotu, położony między starożytnymi miastami Naissus (dzisiejszy Nisz) i Serdica (Sofia), odgrywał istotną rolę w historii Bałkanów. 
Pierwsze wzmianki o mieście pojawiły się w II wieku.
Znajduje się na styku wpływów łacińskich i greckich, a także w rejonie przenikania kultur trackich i iliryjskich. Przez wieki przez Ponišavlje (dolinę rzeki Nišava) przebiegał ważny szlak handlowy i wojskowy łączący Europę z Azją. W czasach rzymskich Pirot znany był jako Turres, strategiczny punkt na trasie między Naissus a Sofią. Chrystianizacja regionu rozpoczęła się w IV wieku, gdy powstała biskupia stolica w Remesiana (obecnie Bela Palanka) z biskupem Niketą, uznawanym za jednego z pierwszych misjonarzy chrześcijańskich na tych terenach.
W średniowieczu Pirot wchodził w skład państw bułgarskiego, bizantyjskiego i serbskiego, a po bitwie pod Maricą (1371) znalazł się pod kontrolą księcia Łazara. W czasie kampanii antytureckiej 1443–1444 baza wypadowa oddziałów Władysława Warneńczyka i despoty Serbii Jerzego Brankovića.
W 1386 roku trafił pod panowanie osmańskie i pozostał w Imperium Osmańskim aż do 1877 roku. W czasie tureckiego panowania był ważnym punktem na szlaku do Konstantynopola oraz siedzibą prawosławnej eparchii. Po wyzwoleniu w 1877 roku, Pirot wszedł w skład Księstwa Serbii i rozpoczął rozwój instytucji kulturalnych, takich jak biblioteka miejska (1909) czy gimnazjum. 
Podczas wojny serbsko-bułgarskiej w 1885 roku odbyła się tam jedna z bitew (przegrana przez Serbów). Pod koniec XIX wieku było tu 13 klasztorów oraz 72 cerkwie i kościoły różnych wyznań.

## Przemysł
Gałęzie przemysłu w mieście: 
- chemiczny (w tym gumowy)
- maszynowy
- włókienniczy
- odzieżowy
- skórzany
- mineralny
- spożywczy
- rzemiosło (wyroby garncarskie i kilimy)

## Zabytki oraz interesujące miejsca

### Zabytki
- ruiny średniowiecznych fortyfikacji
- klasztory

### Kultura
- teatr
- muzeum

## Sport
W mieście działają liczne kluby reprezentujące różne dyscypliny – od piłki nożnej, koszykówki i siatkówki, po sporty walki, tenis, gimnastykę i szachy. 
Klub piłkarski FK Radnički Pirot, założony w 1945 roku, w sezonie 2023/2024 występował na trzecim poziomie rozgrywkowym.